# Erla (Automobilhersteller)
Erla war ein dänischer Hersteller von Automobilen.

## Unternehmensgeschichte
Das Unternehmen aus Kopenhagen begann 1950 mit der Produktion von Automobilen nach Lizenzen anderer Automobilhersteller. 1952 endete die Produktion nach nur wenigen hergestellten Exemplaren.

## Fahrzeuge
Den ersten Kontakt gab es mit dem Hamburger Unternehmen Wendax, das den Roadster Wendax Aero WS 700 und die viertürige Limousine Wendax WS 750 herstellte. Es entstand vermutlich nur ein Exemplar, da Wendax nicht lange existierte. Pläne für die Montage des WS 750 wurden nicht umgesetzt. Hanns-Peter Baron Thyssen-Bornemissza von Kaszon schreibt: „Schon 1950 plante man, den deutschen viertürigen Wendax ... zu produzieren. Ehe die entsprechenden Produktionswerkzeuge aufgebaut waren, rutschte Wendax in den Konkurs. Danach suchten die Dänen den Kontakt zu der englischen Firma Bond.“
Ab Ende 1950 wurden Dreiräder nach einer Lizenz von Bond Cars gefertigt. Diese Fahrzeuge hatten einen Einzylinder-Zweitaktmotor mit 125 cm³ Hubraum und 6 PS Leistung sowie ein Dreiganggetriebe. Der Antrieb erfolgte auf das einzelne Vorderrad.